# Ista SE
Die Ista SE (Eigenschreibweise ista) ist ein weltweit vertretener Dienstleister zur Abrechnung von Energiekosten mit Sitz in Essen.

## Submetering
Das Geschäftsmodell besteht im sogenannten Sub-Metering. Dies beinhaltet die individuelle Erfassung und Abrechnung von Verbrauchsdaten für Mehrfamilienhäuser und gewerbliche Immobilien. Während Energieversorgungsunternehmen den Gesamtverbrauch der einzelnen Gebäude als Kosten in Rechnung stellen, erfassen Energiedienstleister wie ista mit Messtechnik, wie sich diese Kosten innerhalb des Gebäudes verteilen. Das Geschäftsfeld Submetering hatte im Jahr 2014 in Deutschland ein Umsatzvolumen von rund 1,47 Mrd. Euro. Laut einer 2017 abgeschlossenen Sektoruntersuchung des Bundeskartellamts ist die Anbieterseite hoch konzentriert, Kartellverstöße wurden aber nicht festgestellt. Die Behörde empfahl Maßnahmen zur weiteren Belebung des Wettbewerbs. Die Europäische Kommission schätzt das Energieeinsparpotenzial im Gebäudesektor durch Sub-Metering auf 15 bis sogar 30 Prozent und forderte deshalb im Rahmen der Europäischen Energieeffizienzrichtlinie (EED) von den europäischen Mitgliedsstaaten, eine entsprechende gesetzliche Grundlage, ähnlich zu den in Deutschland existierenden Regelungen, zu schaffen.

## Geschichte
Ista wurde 1957 von Johannes Schultz und Karl Völker in Mannheim gegründet. 1990 wurde das Unternehmen von Raab Karcher übernommen. 1994 wurde es mit Clorius unter dem Namen Raab Karcher Energieservice zusammengeschlossen. 1997 expandierte Raab Karcher Energy in die USA und in die Volksrepublik China, 1998 war es in fast allen Ländern Europas vertreten.
1999 fusionierte Raab Karcher mit VEBA Immobilien zur Viterra AG. Raab Karcher arbeitete in dem neuen Unternehmen unter dem Namen Viterra Energy Services weiter. 2000 stieg Viterra Energy Services mit der Übernahme des spanischen Unternehmens Incatema in das spanische und brasilianische Metering-Geschäft ein. Im selben Jahr wurde es Marktführer in Tschechien.
Viterra Energy Services gehörte ab 1999 dem Energiekonzern E.ON. Im April 2003 übernahm der britische Finanzinvestor CVC Capital Partners das Unternehmen für 930 Millionen Euro. Am 1. Januar 2003 nahm das Unternehmen den Namen ista Deutschland GmbH an. Im Sommer 2007 übernahm der britische Finanzinvestor Charterhouse Development Capital die Mehrheit an der Ista-Gruppe, veräußerte diese aber sechs Jahre später für 3,1 Milliarden Euro wieder zurück an CVC Capital Partners.
Im Juli 2017 verkaufte CVC Ista erneut, diesmal für 4,5 Milliarden Euro an ein Konsortium um die Cheung Kong Property Holdings Limited (CKP) und CK Infrastructure Holdings Limited (CKI). Die zwei Unternehmen sind im Besitz der in Hongkong ansässigen Familie des Milliardärs Li Ka-shing. Im September 2022 wurde aus der ista Deutschland GmbH und der ista International GmbH die ista SE mit der Alleinaktionärin Trionista SE.

## Kartellrechtliche Aspekte des Submetering-Geschäfts
Im Mai 2017 veröffentlichte das Bundeskartellamt eine „Sektoruntersuchung bei Ablesediensten von Heiz-und Wasserkosten“ mit dem Ergebnis, dass im Markt der Ablesedienste für Heiz- und Wasserkosten erhebliche Anhaltspunkte für das Vorliegen eines wettbewerbslosen Oligopols vorliegen, dem zumindest die beiden Marktführer Techem und Ista, möglicherweise aber auch Minol Messtechnik W. Lehmann, Kalorimeta und Brunata-Metrona angehören. So beherrschen wenige große Unternehmen den Markt für Ablesedienste von Heiz- und Wasserkosten (auf die beiden größten Anbieter Techem und Ista entfallen zusammen 50 % Marktanteil, die größten fünf Anbieter kommen zusammen auf 70 %).
Laut Bundeskartellamt führen die vorgefundene  Marktstruktur sowie das Wettbewerbsgeschehen zu „Einschränkungen des tatsächlichen und potentiellen Wettbewerbs. Die Möglichkeit der Marktgegenseite, auf andere Unternehmen auszuweichen, ist […] eingeschränkt.“ In Summe stellt das Bundeskartellamt „verhältnismäßig hohe“ Renditen der Submetering-Unternehmen fest, die aus einem durchschnittlichen Umsatz pro Wohneinheit und Jahr von rund 74 Euro (mit deutlichen Unterschieden zwischen den verschiedenen Anbietern) her rühre.

### Kritikpunkte des Bundeskartellamts
Hauptkritikpunkte äußerte das Bundeskartellamt sowohl an Strukturmerkmalen als auch an bestimmten Verhaltensweisen der Submetering-Anbieter, die das Ziel haben, „dem Kunden einen Anbieterwechsel zu erschweren und damit geeignet sind, den Wettbewerb zwischen den Submetering-Anbietern zu begrenzen“.
1. Lange Vertragslaufzeiten, unter anderem durch unterschiedliche Eichfristen für verschiedene Zählerarten.
2. Die Kosten für das Ablesen werden in der Regel vom Mieter getragen, die Auswahl und die Beauftragung des Ablesedienstes trifft hingegen der Vermieter („Dreiecksvertragsverhältnis“). Hierdurch ist die Preissensibiltät des Auftraggebers nur schwach ausgeprägt.
3. Die Kosten der Ablesung sind für die Nutzer teilweise schwer oder gar nicht nachvollziehbar, da sie in den Nebenkostenabrechnungen nur aggregiert ausgewiesen werden.
4. Ein Wechsel des Anbieters wird durch fehlende Interoperabilität von Zählersystemen erschwert. Durch legislative Eingriffe zeichnet sich hier jedoch eine Entwicklung hin zu mehr interoperablen Systemen ab, die Anbieterwechsel zukünftig erleichtern könnte.
5. Eine geringe Vergleichbarkeit von Preisen und der Qualität der angebotenen Leistungen erschwert die Auswahl alternativer Dienstleister.
6. Stillschweigende Koordinierung: Insbesondere die führenden Unternehmen Techem und ista haben es aufgrund ihrer Stellung im Markt vergleichsweise einfach, über die Bedingungen einer stillschweigenden Koordinierung Einvernehmen zu erzielen. Unter anderem erlauben der hohe Konzentrationsgrad, die hohe Stabilität der Nachfrage sowie das Auseinanderfallen von direkter Nachfrage und den Zahlungsströmen  (Dreiecksvertragsverhältnis) unkontrollierbare Verhaltensspielräume, da zentrale Wettbewerbsparameter wie Preissetzung und Anbieterwechsel ihre disziplinierende Wirkung auf den Submetering-Märkten nicht in ausreichendem Maße entfalten können.
7. Lieferverweigerungen von Zubehör und Ersatzteilen: In der Untersuchung des Bundeskartellamts gaben 46 befragte Marktteilnehmer an, dass sie in bestimmten Fällen Schwierigkeiten hatten, wenn ein Submetering-Kunde vom aktuellen Anbieter zu ihnen wechseln wollte. Diese Schwierigkeiten bestanden oftmals in der Verfügbarkeit von Ersatzteilen für übernommene Zähler.
8. Einsatz proprietärer Software und Zugang zu Schnittstellen: Submetering-Anbieter gewähren ihren Wettbewerbern üblicherweise keinen Zugang zur Schnittstelle ihrer Zähler.

### Empfehlungen des Bundeskartellamts
Das Bundeskartellamt empfiehlt folgende „Maßnahmen zur Belebung des Wettbewerbs bei Ablesediensten“:
1. die Förderung der Interoperabilität von Zählern (Ansätze dafür sind bereits im MsbG angelegt).
2. eine Vereinheitlichung der Eichfristen und Nutzungsdauern der Zähler, damit ein Submetering-Kunde möglichst einfach nach einer bestimmten Vertragslaufzeit zu einem anderen Anbieter wechseln kann.
3. Aufweichen des „Dreiecksvertragsverhältnisses“ (Submetering-Unternehmen, Submetering-Kunde, Nutzer), um die Kosten für Submetering der Partei aufzuerlegen, die das Submetering-Unternehmen beauftragt. Zusätzlich eine verbesserte Transparenz für die Wohnungsmieter durch Informationsrechte und Ausschreibungspflichten.